# Olga Limburg

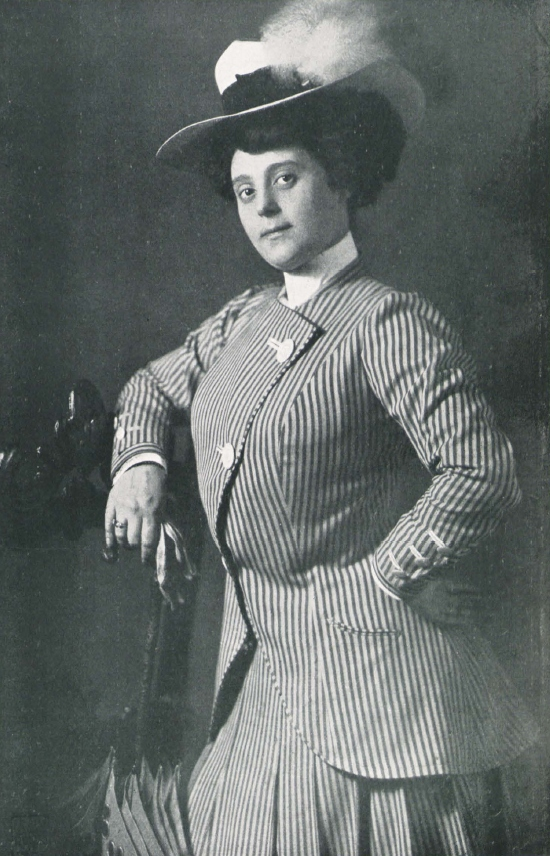
Olga Limburg, 1908

Olga Elisabeth Limburg (* 5. April 1881 in Düsseldorf; † 7. März 1970 in Berlin) war eine deutsche Schauspielerin.

## Leben
Limburg begann ihre künstlerische Laufbahn 1901 mit einem Engagement am Stadttheater von Posen. Seit 1902 spielte sie an Berliner Bühnen, unter anderem an der Tribüne, am Metropol-Theater, dem Berliner Lustspielhaus, der Komödie und am Theater am Kurfürstendamm. Zunächst verkörperte sie vor allem Salondamen, später wirkte sie im Fach der „komischen Alten“.
Seit 1915 wurde Olga Limburg beim Film eingesetzt. Sie gehörte in den zwanziger und dreißiger Jahren zu den meistbeschäftigten Nebendarstellerinnen des deutschen Kinos und mimte Tanten, Nachbarinnen, Haushälterinnen und andere Frauen von Nebenan. Sie stand 1944 in der Gottbegnadeten-Liste des Reichsministeriums für Volksaufklärung und Propaganda.
Olga Limburgs Urne wurde auf dem St.-Annen-Kirchhof beigesetzt.

## Filmografie (Auswahl)
- 1915: O diese Männer
- 1918/19: Kain (4 Teile)
- 1919: Die rollende Kugel
- 1919: Prinz Kuckuck
- 1920: Die Rächer
- 1920: Anständige Frauen
- 1920: Das Frauenhaus von Brescia
- 1920: Der gelbe Tod (2 Teile)
- 1920: Der König von Paris (2 Teile)
- 1921: Deines Bruders Weib
- 1921: Der Liebling der Frauen
- 1921: Die drei Tanten
- 1921: Die Ehe der Fürstin Demidoff
- 1921: Der Abenteurer
- 1921: Der Tanz um Liebe und Glück
- 1921: Ihr schlechter Ruf
- 1921: Kean
- 1922: Der große Wurf
- 1922: Marie Antoinette
- 1922: Wenn die Maske fällt
- 1922: Das Liebesnest
- 1922: Das Weib auf dem Panther
- 1922: Die Zigarettengräfin
- 1922: Ein Mädchenschicksal
- 1922: Zum Paradies der Damen
- 1923: Bohème
- 1923: Dämon Zirkus
- 1923: Das alte Gesetz
- 1923: Frühlingserwachen
- 1923: Das Geheimnis des Renngrafen
- 1923: Die Liebe einer Königin
- 1923: Das unbekannte Morgen
- 1924: Dudu, ein Menschenschicksal
- 1924: Hedda Gabler
- 1924: Der kleine Herzog
- 1924: Frauen im Sumpf (Judith)
- 1924: Weißt Du noch…?/Der Spielmann, 2. Teil
- 1925: Heiratsannoncen
- 1925: Der Demütige und die Sängerin
- 1925: Der Mann seiner Frau
- 1925: Zigano, der Brigant vom Monte Diavolo
- 1925: Der Tänzer meiner Frau
- 1926: Nixchen
- 1926: Gehetzte Frauen
- 1926: Schenk mir das Leben
- 1926: Der gute Ruf
- 1926: Menschen untereinander
- 1927: Die Frau im Schrank
- 1927: Die Hose
- 1927: Die Apachen von Paris
- 1927: Was Kinder den Eltern verschweigen
- 1928: Charlott etwas verrückt
- 1928: Eva in Seide
- 1928: Saxophon-Susi
- 1928: Die Regimentstochter
- 1928: Der Mann mit dem Laubfrosch
- 1929: Es war einmal ein treuer Husar
- 1929: Geschminkte Jugend
- 1929: § 173 St.G.B. Blutschande
- 1929: Jennys Bummel durch die Männer
- 1929: Das Mädel mit der Peitsche
- 1929: Schwarzwaldmädel
- 1929: Männer ohne Beruf
- 1930: Mein Herz gehört Dir…
- 1930: Die Warschauer Zitadelle
- 1930: Gehetzte Mädchen
- 1931: Lügen auf Rügen
- 1931: Elisabeth von Österreich
- 1931: Der Herr Bürovorsteher
- 1931: Der Schrecken der Garnison
- 1931: Zwischen Nacht und Morgen
- 1932: Ein süßes Geheimnis
- 1932: Mein Freund, der Millionär
- 1932: Die grausame Freundin
- 1933: Das Lied vom Glück
- 1933: …und es leuchtet die Puszta
- 1933: Die kleine Schwindlerin
- 1933: Ein Unsichtbarer geht durch die Stadt
- 1933: Ein Mädel wirbelt durch die Welt
- 1933: Alle machen mit
- 1933: Schwarzwaldmädel
- 1934: Ich kenn’ Dich nicht und liebe Dich
- 1934: Fräulein Frau
- 1934: Rosen aus dem Süden
- 1934: Schwarzer Jäger Johanna
- 1935: Die selige Exzellenz
- 1935: Endstation
- 1935: Pygmalion
- 1935: Lady Windermeres Fächer
- 1936: Die Nacht mit dem Kaiser
- 1936: Das Mädchen Irene
- 1936: Mädchenpensionat
- 1936: Donogoo Tonka
- 1936: Das Schönheitsfleckchen
- 1936: Mädchenjahre einer Königin
- 1937: Unter Ausschluß der Öffentlichkeit
- 1937: Wie einst im Mai
- 1937: Liebe geht seltsame Wege
- 1937: Land der Liebe
- 1937: Gefährliches Spiel
- 1937: Gast im eignen Heim
- 1937: Die Korallenprinzessin
- 1937: Madame Bovary
- 1937: Die göttliche Jette
- 1937: Ein Volksfeind
- 1937: Das Wiener Modell
- 1938: Rätsel um Beate
- 1938: Ziel in den Wolken
- 1938: Müller contra Müller
- 1938: Verliebtes Abenteuer
- 1938: Napoleon ist an allem schuld
- 1938: Scheidungsreise
- 1938: Ich liebe Dich
- 1938: Die Nacht der Entscheidung
- 1938: Fünf Millionen suchen einen Erben
- 1939: Renate im Quartett
- 1939: Das Recht auf Liebe
- 1939: Die barmherzige Lüge
- 1939: Rosemarie will nicht mehr lügen
- 1939: Hurra! Ich bin Papa!
- 1939: Onkel Fridolin
- 1939: Hallo Janine
- 1939: Die goldene Maske
- 1939: Der Weg zu Isabel
- 1939: Nanette
- 1940: Lauter Liebe
- 1940: Das Mädchen von Saint Coeur
- 1940: Meine Tochter tut das nicht
- 1940: Herz ohne Heimat
- 1940: Die lustigen Vagabunden
- 1940: Der dunkle Punkt
- 1940: Kleider machen Leute
- 1940: Das leichte Mädchen
- 1941: Familienanschluß
- 1942: Mit den Augen einer Frau
- 1942: Meine Freundin Josefine
- 1942: Diesel
- 1942: Die Entlassung
- 1944: Ein fröhliches Haus
- 1944/48: Das kleine Hofkonzert
- 1945: Sag’ endlich ja
- 1945: Meine Herren Söhne
- 1948: Schuld allein ist der Wein
- 1949: Träum’ nicht, Annette!
- 1950: Die Treppe
- 1951: Es geht nicht ohne Gisela
- 1951: Unschuld in tausend Nöten
- 1952: Postlagernd Turteltaube
- 1953: Von Liebe reden wir später
- 1953: Der Vetter aus Dingsda
- 1954: Die Hexe
- 1954: Der Froschkönig
- 1954: Die sieben Kleider der Katrin
- 1955: Herr über Leben und Tod
- 1955: Der Pfarrer von Kirchfeld
- 1956: Ein Herz schlägt für Erika
- 1957: Das Herz von St. Pauli

## Theater
- 1903: Felix Dörmann: Der reine Mann (Anna) – Regie: Paul Martin (Neues Theater Berlin)
- 1904: Maurice Bancaire: Fesseln der Liebe (Louise Boizard) – Regie: ? (Lustspielhaus Berlin)
- 1904: Otto Erich Hartleben: Ein wahrhaft guter Mensch (Lina Melle) – Regie: Franz Schmieden (Lustspielhaus Berlin)
- 1905: Andreas Latzko: Hans im Glück (Marie) – Regie: Alfred Schmieder (Lustspielhaus Berlin)
- 1906: Louis Artus: Spatzenliebe (Russin) – Regie: Jacques Burg (Lustspielhaus Berlin)
- 1906: Louis Angely: Das Fest der Handwerker (Madame Stehauf) – Regie: Ernst Bach (Lustspielhaus Berlin)
- 1906: Gustav Kadelburg / Richard Skowronnek: Husarenfieber – Regie: ? (Lustspielhaus Berlin)
- 1907: George Bernard Shaw: Helden (Dienerin Louka) – Regie: ? (Schillertheater Berlin)
- 1907: Raimund Heller: Im Sperlingsnest (Leonore Land) – Regie: Ernst Bach (Lustspielhaus Berlin)
- 1908: Paul Gavault / Georges Berr: Madame Flirt (Frau Boulot) – Regie: Ernst Bach (Lustspielhaus Berlin)
- 1908: Alexander Engel / Julius Horst: Die blaue Maus (Clarisse Robin) – Regie: Ernst Bach (Lustspielhaus Berlin)
- 1909: Carl Rössler / Ludwig Heller: Im Klubsessel – Regie: ? (Lustspielhaus Berlin)
- 1910: Alexander Roda Roda / Carl Rössler: Der Feldherrnhügel (Russische Baronin) – Regie: Martin Zickel (Lustspielhaus Berlin)
- 1911: Tristan Bernard: Das kleine Cafe (Beréngère de Touraine) – Regie: ? (Trianon-Theater Berlin)
- 1912: Paul Gavault: Die Erste – Die Beste (Susy Brasac) – Regie: ? (Trianon-Theater)
- 1912: Romain Coolus: Das Liebesbarometer (Gabrielle) – Regie: ? (Trianon-Theater)
- 1913: Paul Gavault / Georges Berr: Anatoles Hochzeit (Courtisane) – Regie: ? (Trianon-Theater)
- 1913: Paul Armont: Seine Geliebte (Riquette) – Regie: Max Laurence (Trianon-Theater Berlin)
- 1914: Tristan Bernard: Er und der Andere (Druckereibesitzersgattin) – Regie: ? (Trianon-Theater Berlin)
- 1914: Fred de Gresac / Francis de Croisset: Die Rotbrücke (Frau Dumoulin) – Regie: ? (Trianon-Theater Berlin)
- 1915: Fritz Friedmann-Frederich: Logierbesuch (Mexikanerin) – Regie: ? (Schauburg Hannover)
- 1915: Ernst von Wolzogen: Ein unbeschriebenes Blatt (Mama) – Regie: ? (Albert-Theater Dresden)
- 1916: Paul Lindau: Die beiden Leonoren (Leonore) – Regie: Hans Staufen (Albert-Theater Dresden)
- 1916: Rufolf Presber / Leo Stein: Die seelige Exzellenz (Baronin von Windegg) – Regie: Adolf Edgar Licho (Albert-Theater Dresden)
- 1917: Arthur Schnitzler: Komtesse Mizzi oder Der Familientag (Komtesse Mizzi) – Regie: Max Alberty (Albert-Theater Dresden)
- 1917: Gustav Raeder: Flick und Flock (Venus) – Regie: Max Alberty (Albert-Theater Dresden)
- 1918: Hubert Henry Davies: Unsere Käthe (Käthe) – Regie: Hermann Bräuer (Albert-Theater Dresden)
- 1918: Franz von Schönthan / Gustav Kadelburg: Der Herr Senator (Tochter) – Regie: ? (Albert-Theater Dresden)
- 1919: Heinrich Leopold Wagner: Evchen Humbrecht – Regie: Fritz Rotter (Residenz-Theater Berlin)
- 1919: Hermann Sudermann: Das höhere Leben (Lola Ackermann) – Regie: Otto Kustermann (Residenz-Theater Berlin)
- 1920: Oskar Blumenthal / Gustav Kadelburg: Im weißen Rößl (Wirtin) – Regie: Max Reiß (Albert-Theater Dresden)
- 1920: Lothar Schmidt: Der Roman einer Frau (Gertrud Lebius) – Regie: Fritz Rotter (Trianon-Theater Berlin)
- 1921: Robert de Flers / Gaston Arman de Caillavet: Der König (Joujou) – Regie: ? (Residenz-Theater Berlin)
- 1921: Georges Feydeau: Kümmere dich um Amelie (Amelie) – Regie: Eugen Burg (Trianon-Theater Berlin)
- 1922: Georg Hirschfeld: Agnes Jordan (Frau Wiener) – Regie: Georg Altmann (Kleines Theater Berlin)
- 1922: Maurice Hennequin: Haben sie nichts zu verzollen? (Zézé) – Regie: Georg Altmann (Kleines Theater Berlin)
- 1923: Georg Ruttkay: Walzer (Ehefrau) – Regie: Oskar Kanehl (Trianon-Theater Berlin)
- 1923: Henrik Ibsen: Die Wildente – Regie: Oskar Kanehl (Residenz-Theater Berlin)
- 1924: Lothar Schmidt: Die Unmoralischen (Marie Leutner) – Regie: Oskar Kanehl (Trianon-Theater Berlin)
- 1924: Ludwig Fulda: Der Ehevulkan (Sabine Hennings) – Regie: Max Bing (Trianon-Theater Berlin)
- 1925: Sydney Garrick: Die Dame mit dem Scheidungsgrund (Gabriele Barren) – Regie: Robert George (Central-Theater Dresden)
- 1925: Alexandre Dumas der Jüngere: Demi-Monde – Regie: Oskar Kanehl (Lessingtheater Berlin)
- 1926: Hans Sturm: Irrgarten der Liebe (Dame) – Regie: Hans Sturm (Kleines Theater Berlin)
- 1926: Frederick Lonsdale: Reiner Tisch (Prostituierte) – Regie: Gustav Hartung (Kleines Theater Berlin)
- 1927: Louis Verneuil: Der Apfel (Buchhaltergemahlin) – Regie: Martin Zickel (Lustspielhaus Berlin)
- 1927: Hans José Rehfisch: Skandal in Amerika (Dampferpassagierin) – Regie: Karlheinz Martin (Deutsches Künstlertheater Berlin)
- 1928: Sacha Guitry: Schwarz – Weiß (Großmutter) – Regie: Ralph Arthur Roberts (Deutsches Künstlertheater Berlin)
- 1929: Ossip Dymow: Jusik (Mutter Wasserträger) – Regie: Heinz Hilpert (Deutsches Theater Berlin – Kammerspiele)
- 1929: Leo Lenz: Das Parfüm meiner Frau (Zofe) – Regie: Fritz Friedmann-Frederich (Kleines Theater Berlin)
- 1930: Oscar Wilde: Ein idealer Gatte (Lady Markby) – Regie: Eugen Robert (Harry-Liedtke-Ensemble im Theater in der Stresemannstraße Berlin)
- 1933: René Fauchois: Achtung! Frisch gestrichen! (Arztfrau) – Regie: Victor Barnowsky (Komödienhaus Berlin)
- 1933: H. M. Harwood: Der Mann mit dem Kuckuck (Mutter) – Regie: Wolfgang Hoffmann-Harnisch (Komödie Berlin)
- 1934: Oskar Wilde: Lady Windermere (Herzogin von Berwick) – Regie: ? (Renaissance-Theater Berlin)
- 1938: Frederick Lonsdale: Mrs. Cheneys Ende – Regie: Kurt Richards (Theater am Kurfürstendamm Berlin)
- 1940: Gerhard Metzner nach Johann Nestroy: Titus macht Karriere – Regie: ? (Theater in der Behrenstraße Berlin)
- 1946: James Bridie: Tobias und der Engel – Regie: Albert Fischel (Komödie Berlin)
- 1946: Horst Lommer: Höllenparade – Regie: Rudolf Platte (Theater am Schiffbauerdamm Berlin)
- 1947: Michael Harward: Das verschlossene Haus (Madame van Doren) – Regie: Boleslaw Barlog (Schlosspark Theater Berlin)
- 1947: Samuel Nathaniel Behrman: Biografie und Liebe – Regie: Hans Carl Müller (Komödie Berlin)
- 1948: Jean Anouilh: Der Ball der Diebe (Lady) – Regie: Carl-Heinz Schroth (Komödie Berlin)
- 1951: Colette: Chéri – Regie: Charles Regnier (Komödie Berlin)
- 1952: Curt Goetz: Hokuspokus – Regie: Ernst Stahl-Nachbaur (Komödie Berlin)